# Milica af Montenegro
Prinsesse Milica Petrović-Njegoš, også kendt som storfyrstinde Militsa Nikolaevna af Rusland (russisk: Милица Николаевна ; født 14. juli 1866 i Cetinje, Montenegro, død 5. september 1951 i Alexandria, Egypten) blev født som montenegrinsk prinsesse. Hun var datter af Nikola I Petrović-Njegoš af Montenegro og hans kone, Milena Vukotić.

## Ægteskab og børn
Milica blev gift 26. juli 1889 i Skt. Petersborg med storfyrst Peter Nikolajevitj af Rusland. Milicas søster, Anastacia var gift med Peters storebror storfyrst Nikolaj Nikolajevitj af Rusland.
Parret fik fire børn:
- Prinsesse Marina Petrovna af Rusland (1892–1981).
- Prins Roman Petrovitj af Rusland (1896–1978).
- Prinsesse Nadesjda Petrovna af Rusland (1898–1988).
- Prinsesse Sofja Petrovna af Rusland (1898–1898)